# Ložnica, Makole
Ložnica este o localitate din comuna Makole, Slovenia, cu o populație de 145 de locuitori.